# Drum național 2F
Der Drum național 2F (rumänisch für „Nationalstraße 2F“, kurz DN2F) ist eine Hauptstraße in Rumänien.

## Verlauf
Die Straße zweigt in Bacău vom Drum național 2 (Europastraße 85) nach Osten ab und führt durch die Gemeinden Secuieni und Dragomirești in die Kreishauptstadt Vaslui, wo sie auf den Drum național 24 trifft und endet.
Die Länge der Straße beträgt rund 85 km.